# Diasemia eutacta
Diasemia eutacta là một loài bướm đêm trong họ Crambidae.